# Фавр, Пьер Антуан
Пьер Антуан Фавр (фр. Pierre Antoine Favre, 1813—1880) — доктор медицины; был с 1843 г. профессором химии в Париже, а с 1858 г. в Марселе.

## Биография
В сотрудничестве с Зильберманом Иоанном Теобальдом (1806—1865) сделал много работ по отделам термохимии, калориметрии и по определению соотношений между силами природы при помощи устроенного им ртутного калориметра. Он был одним из первых экспериментаторов, занявшихся этого рода вопросами.

## Труды
- «Memoirs des Savants etrangers à l’acad. de Paris», I, 25, 1877;
- «Transformation et équivalence d. forces» («Annales de Chimie», 1873 и 1874);
- «Calorimètre à mercure».